# Зигфрид Вагнер
Зигфрид Вагнер (на немски: Siegfried Helferich Richard Wagner; 6 юни 1869 - 4 август 1930) е германски диригент и композитор, син на Рихард Вагнер.

## Биография
Зигфрид Вагнер е третото дете на Рихард Вагнер и Косима, дъщерята на Франц Лист. Първоначално той планира да стане архитект, но впоследствие се ориентира към музиката. Един от неговите учители е Енгелберт Хъмпърдинк. Дебютът на Зигфрид Вагнер като диригент е през 1893 г.
През 1906 г. Косима Вагнер предава на сина си ръководството на Байротския фестивал (официално заема поста през 1908 г.). Зигфрид Вагнер се проявява като талантлив администратор, диригент и композитор.
През 1923 г. Зигфрид предприема концертно турне в Америка с цел събиране на средства за първия след войната фестивал през 1924 г.
През 1930 г. Зигфрид Вагнер умира на 61 години от инфаркт, по време на репетиция в града Байройт.
Вагнер е бисексуален, но никога не се разкрива през живота си. През 1915 г., под натиск от семейството си, той се жени за 18-годишната англичанка Уинифред Клиндуърт. Семейството има 4 деца, но Вагнер продължава да има връзки с мъже.
Неговите синове Виланд Вагнер (1917-1966) и Волфганг Вагнер (1919-2010) са ръководили Байротския фестивал след Втората световна война. Дъщеря му Фриделинд Вагнер (1918-1991) е режисьорка на оперни спектакли. Най-младата му дъщеря Верена Вагнер умира на 98 години на 19 април 2019 г.

## Композиции
Зигфрид Вагнер е автор на 17 опери и на няколко инструментални произведения. Неговата опера „Безделник“ жъне голям успех, като дори бива поставена във Виенската придворна опера (под ръководството на Густав Малер).

### Избрани произведения
- Симфоничната поема „Тоска“ (Sehnsucht), 1894

### Опери
- Безделник (Der Bärenhäuter), 1898
- Коболд (Der Kobold), 1903
- Царството на черните лебеди (Schwarzschwanenreich), 1910
- Крал езичник (Der Heidenkönig), 1913
- Ангел на мира (Der Friedensengel), 1914
- Свещената липа (Die heilige Linde), 1927